# میدان نفتی توسن
میدان نفتی توسن از میدان‌های نفتی ایران است، که در استان هرمزگان و در جنوب غربی جزیره قشم واقع شده است و تا مرز شمالی امارات متحده عربی نیز گسترش می‌یابد. میدان توسن، از میادین تحت مدیریت شرکت نفت فلات قاره ایران بشمار می‌آید.
شرکت پتروبراس نخستین بار، در چاه تفتان میدان نفتی توسن، در خلیج فارس موفق به کشف نفت گردید. هم‌اکنون تولید نفت خام این میدان روزانه ۲۵ هزار بشکه می‌باشد. حجم ذخیره نفت درجا، در میدان نفتی توسن ۵۰۷ میلیون بشکه، برآورد شده‌است، که ۲۵٪ درصد آن، در سازند ایلام قابل استحصال است. همچنین دو سازند گدوان و فهلیان نیز دارای پتانسیل نفت]] و گاز در این میدان هستند.